# Renault Clio
Renault Clio er en minibil fra den franske bilfabrikant Renault, som findes som tre- og femdørs hatchback, og fra starten af 2008 også som stationcar.
Den første generation af Clio (type 57) afløste anden generation af Renault 5 i midten af 1990. Den anden generation (type B) startede i sommeren 1998. Fra efteråret 2005 solgtes tredje generation (type R), som i slutningen af 2012 blev afløst af fjerde generation (type X98).
Den siden midten af 1999 solgte sedanudgave af Clio bærer navnet Renault Thalia eller (frem til anden generation) Renault Clio Symbol og er frem for alt udbredt i Østeuropa.
I Mexico bærer tredje generation også navnet Renault Euro Clio. Den ældre model blev i Asien omdøbt til Renault Clio Classic og bygges sideløbende med den aktuelle generation. Den anden generation er også blevet solgt under navnene Renault Clio Campus, Renault Clio Grande og Renault Clio Storia sideløbende med tredje generation. I Asien, Syd- og Centralamerika sælges den aktuelle generation også som Nissan Platina. Symbol har i mellemtiden udviklet sig til en selvstændig modelserie.
Begrebet "Phase" henviser hos Renault til de enkelte facelifts indenfor den pågældende modelserie. Så f.eks. er Clio II Phase II en model af anden generation med første facelift.
I april 2025 var Renault Klio den bil der blev indregistreret flest gange i Europa. Den vippede dermed Dacia Sandero af pinden, som den mest 'populære' bil.

## Clio III (type R, 2005−2013)
I september 2005 kom den tredje generation, Clio R, på markedet. Ligesom med Renault Modus året før fik den nye Clio den bedste vurdering på fem stjerner af Euro NCAP.
Clio kom i 2007 også i en specialudgave. Sammen med surf- og snowboardeksperten Rip Curl opstod denne lille "opdatering". Den begrænsede specialmodel havde ud over de i forvejen kendte farver også den nye lakering Iceberg Blue samt Rip Curls firmalogo. Modellen fik de nye Renault-motorer, benzinturbomotoren på 1,2 liter med 74 kW (100 hk) og turbodieselmotoren på 1,5 liter med 63 kW (85 hk). Et vigtigt kendetegn for denne specialmodel er et nedsat CO2-udslip.
Derudover laver Renault Clio F1 R27, en Clio Sport med undervogn fra Cup-modellen og speciel lakering.
I efteråret 2007 præsenterede Renault på Frankfurt Motor Show serieversionen af Clio Grandtour, som blev introduceret i januar 2008.
Ligeledes fik den tre- og femdørs Clio i januar 2008 et facelift, som omfattede mere udstyr og nye motorer. Så 1,4- og 1,6-liters benzinmotorerne udgik på grund af 1,2 TCe. 1,5 dCi med 63 kW (85 hk) fik seks gear og partikelfilter.
I maj 2009 fik Clio III endnu et facelift, hvor front- og bagpartiet blev tilpasset den aktuelle designlinie fra Renault. Derudover kom der to nye motorer, en firecylindret 1,6-litersmotor med 94 kW (128 hk) i den nye GT-model såvel som en 2,0-liters sugemotor med 148 kW (201 hk), som afløste den tilsvarende svagere motor i RS.
I starten af 2013 indstilledes produktionen af Clio III. På nogle markeder udenfor Europa sælges modellen dog fortsat som Clio Collection.

### Udstyrsvarianter
Renault Clio fandtes i følgende udstyrsvarianter:
- Authentique (til 2010)/Tonic (fra 2010) (Østrig, basisudstyr)
- Expression (2009)
- Emotion (2010) (Østrig)
- Dynamique (2009)
- Luxe (2009)
- Gordini (2010)
- GT (sportsudstyr, siden 2009)
- RS Cup (2009)
- Renault Sport (2009)
- Privilège (til 2007)
- Initiale (højeste udstyrsvariant til 2008)
- Exception (højeste udstyrsvariant fra 2008)
- Rip Curl (specialmodel)
- 20th (specialmodel, Østrig, 2010)
- Sport Auto-Edition (begrænset til 99 eksemplarer)[2]

- Bagfra
- Renault Clio tredørs
(2005–2009)
- Renault Clio Grandtour
(2008–2009)
- Renault Clio (2009−)
- Bagfra
- Renault Clio Grandtour
(2009−)

### Motorer
| Model                  | Slagvolume cm³ | Max. effekt kW (hk) / omdr. | Max. drejningsmoment Nm / omdr. | 0-100 km/t sek. | Topfart km/t | Byggeår             |
| ---------------------- | -------------- | --------------------------- | ------------------------------- | --------------- | ------------ | ------------------- |
| Benzinmotorer          |                |                             |                                 |                 |              |                     |
| 1.2 16V                | 1149           | 48 (65) / 5500              | 105 / 4250                      | 14,9            | 157          | 2005 − 2008         |
| 1.2 16V                | 1149           | 55 (75) / 5500              | 105 / 4250                      | 13,4            | 167          | 2005 − 2013         |
| 1.2 16V QuickShift1    | 1149           | 58 (79) / 5500              | 108 / 4250                      | 14,9            | 163          | 2006 − 2013         |
| 1.2 16V TCe            | 1149           | 74 (101) / 5500             | 145 / 3000                      | 11,0            | 183          | 2007 − 2011         |
| 1.4 16V                | 1390           | 72 (98) / 6000              | 127 / 4250                      | 11,3            | 183          | 2005 − 2007         |
| 1.6 16V1               | 1598           | 65 (88) / 5000              | 140 / 3000                      | 11,9            | 177          | 2005 − 2007         |
| 1.6 16V1               | 1598           | 82 (112) / 6000             | 151 / 4250                      | 12,2            | 186          | 2005 − 20072        |
| 1.6 16V1               | 1598           | 94 (128) / 6750             | 155 / 4250                      | 9,3             | 190          | 2009 − 2012         |
| 2.0 16V1               | 1997           | 102 (139) / 6000            | 194 / 3750                      | 8,5             | 205          | 2006 − 2008         |
| 2.0 16V Renault Sport1 | 1998           | 145 (197) / 7250            | 215 / 5500                      | 6,9             | 215          | 2006 − 2009         |
| 2.0 16V Renault Sport1 | 1998           | 148 (201) / 7100            | 215 / 5400                      | 6,9             | 224          | 2009 − 2012         |
| Dieselmotorer          |                |                             |                                 |                 |              |                     |
| 1.5 dCi3               | 1461           | 50 (68) / 4000              | 160 / 1700                      | 15,2            | 162          | 2005 − 2010         |
| 1.5 dCi4               | 1461           | 55 (75) / 4000              | 180 / 1750                      | 15,0            | 165          | 2010 − 2012         |
| 1.5 dCi5               | 1461           | 63 (86) / 3750              | 200 / 1900                      | 12,7            | 174          | 2005 − 2010         |
| 1.5 dCi4               | 1461           | 65 (88) / 4000              | 200 / 1750                      | 11,0            | 176          | 2010 − 2013         |
| 1.5 dCi1 4             | 1461           | 76 (103) / 4000             | 240 / 2000                      | 11,3            | 186          | 2006 − 2010         |
| 1.5 dCi1 5             | 1461           | 78 (106) / 4000             | 240 / 1750                      | 10,2            | 190          | 2005 − 2006; 2010 − |

1 Denne motor findes ikke på det danske modelprogram

2 Mellem 2007 og 2013 kun med automatgear

3 Denne motor findes ikke med partikelfilter

4 Denne motor findes kun med partikelfilter

5 Denne motor findes også med partikelfilter

## Afledte modeller

### Clio Renault Sport 197
Siden september 2006 findes tredje generation af Clio også i en sportslig udgave.
2,0 16V-motoren yder 145 kW (197 hk) og overfører sin kraft til forhjulene ved hjælp af en sekstrins manuel gearkasse. Det maksimale drejningsmoment ligger på 215 Nm, og topfarten ligger på 215−223 km/t.
Flere tekniske forbedringer som f.eks. aerodynamik, styring og køreegenskaber er gennemført. Akselafstanden blev øget med 10 mm til 2.590 mm. Bremserne blev modificeret, hvilket forkorter bremselængden med 35 meter ved 100 km/t.
Bilen er forsynet med seks airbags, flere fralægningsrum og et bagagerumsvolume på samlet 1.050 liter.
Clio RS findes også i en let forbedret udgave, Clio Renault Sport F1 Team-R27, som har samme motor som den normale RS, men har Recaro-sportssæder og antracitfarvede fælge.
I midten af 2009 fik Clio RS et facelift, hvor effekten steg til 148 kW (201 hk). Derudover findes modellen i en Cup-version med reduceret udstyr og sportsundervogn.